# 東寺真言宗
東寺真言宗（とうじしんごんしゅう）は、日本における真言系仏教宗派のひとつで、古義真言宗に属する。総本山は教王護国寺（東寺）。宗祖は空海（弘法大師）。なお、真言宗東寺派とは、異なる宗派である。

## 宗紋
- 雲形（東寺雲）

## 寺格（順不同）
- 総本山 教王護国寺（東寺）（京都府京都市南区）
- 大本山 石山寺（滋賀県大津市）
- 別格本山 観智院（京都市南区）、雲照寺（東京都渋谷区）、大龍寺（神戸市中央区）、法興寺（山口県宇部市）、清瀧寺（岡山県津山市）
- 準別格本山 宝菩提院（京都市南区）、大日寺（徳島県板野郡）、西代寺（神戸市長田区）、了徳院（大阪市福島区）
- 中本寺（一等格院）
- 小本寺（二等各院）
- 孫末寺（三等各院）

## 沿革
東寺真言宗の歴史は、教王護国寺（東寺）の開創に始まる。弘仁14年（823年）に教王護国寺は嵯峨天皇から空海に下賜され、真言密教の根本道場となった。
以降、江戸時代まで、教王護国寺は真言宗の長者寺としてその役割を果たしてきたが、明治時代に入ると、明治政府の宗教政策により、真言宗は、古義真言宗・新義真言宗各派が合同することとなり、1879年（明治12年）に教王護国寺を総本山として合同する。
管長を古義派（教王護国寺・金剛峯寺）と新義派（智積院・長谷寺）の4寺院から互選することとなり、教王護国寺は管長を選出する四本山の一つとなった。
しかし反発も多く、多数の寺院が離脱していくなかで1901年（明治34年）に教王護国寺は、真言宗山階派・真言宗小野派・真言宗泉涌寺派とともに四派聯合を形成していたものの、最終的にはそれも分裂し、1907年（明治40年）、教王護国寺を総本山とする真言宗東寺派として独立し、真言宗は解体された。
1941年（昭和16年）3月、古義真言宗・新義真言宗系の宗派が政府の政策によって合同し、大真言宗が成立する。
戦後、大真言宗から、1946年（昭和21年）2月に真言宗東寺派と旧称に復して独立した。1952年（昭和27年）9月3日に宗教法人認証。
しかし1963年（昭和38年）に、教王護国寺を中心とした宗派の形態に復帰することを目的に、真言宗東寺派から、東寺真言宗が分派独立することとなった。1974年（昭和49年）10月25日に認証された。

## 教王護国寺長者（東寺真言宗管長）歴代
1. 空海
2. 実恵
3. 真済
4. 真雅
5. 宗叡
6. 真然
7. 益信
8. 聖宝
9. 観賢
10. 延敒
11. 観宿
12. 済高
13. 貞崇
14. 泰舜
15. 寛空
16. 救世
17. 寛静
18. 定照
19. 寛朝
20. 雅慶
21. 深覚
22. 済信
23. 深覚
24. 仁海
25. 深覚
26. 仁海
27. 深観
28. 覚源
29. 長信
30. 成尊
31. 良深
32. 信覚
33. 定賢
34. 頼観
35. 経範
36. 範俊
37. 寛助
38. 勝覚
39. 信証
40. 定海
41. 定海
42. 寛信
43. 寛遍
44. 寛信
45. 寛遍
46. 禎喜
47. 定遍
48. 俊証
49. 覚成
50. 延杲
51. 印性
52. 道尊
53. 成宝
54. 道尊
55. 親厳
56. 定豪
57. 真恵
58. 覚教
59. 良恵
60. 厳海
61. 良恵
62. 行遍
63. 実賢
64. 良恵
65. 道乗
66. 房円
67. 実瑜
68. 定親
69. 道勝
70. 隆澄
71. 道融
72. 道宝
73. 奝助
74. 定済
75. 勝信
76. 道耀
77. 了遍
78. 守助
79. 静厳
80. 寛済
81. 実宝
82. 禅助
83. 道俊
84. 勝恵
85. 守恵
86. 守誉
87. 深快
88. 教助
89. 守瑜
90. 守誉
91. 信忠
92. 厳家
93. 教助
94. 親玄
95. 禅助
96. 聖忠
97. 成恵
98. 定助
99. 能助
100. 実海
101. 顕誉
102. 公紹
103. 禅助
104. 道順
105. 実弘
106. 弘舜
107. 教寛
108. 光誉
109. 有助
110. 道意
111. 教寛
112. 聖尋
113. 賢助
114. 聖尋
115. 道意
116. 益守
117. 成助
118. 道意
119. 益守
120. 弘真
121. 成助
122. 有助
123. 賢俊
124. 経厳
125. 賢俊
126. 栄海
127. 賢俊
128. 隆俊
129. 道意
130. 聖珍
131. 頼意
132. 定憲
133. 覚雄
134. 光済
135. 定憲
136. 光済
137. 定憲
138. 光済
139. 宗助
140. 聖快
141. 宗助
142. 俊尊
143. 満済
144. 守融
145. 隆源
146. 守融
147. 禅守
148. 祐厳
149. 超済
150. 満済
151. 光超
152. 房教
153. 義昭
154. 実順
155. 房教
156. 義賢
157. 禅信
158. 義昭
159. 祐厳
160. 成基
161. 宗観
162. 持円
163. 禅信
164. 賢快
165. 禅信
166. 弘継
167. 房仲
168. 成淳
169. 祐厳
170. 定意
171. 守遍
172. 了助
173. 賢性
174. 禅信
175. 禅信
176. 宗済
177. 義賢
178. 定昭
179. 厳宝
180. 隆済
181. 公厳
182. 守鑁
183. 性深
184. 賢深
185. 持厳
186. 義堯
187. 源雅
188. 堯雅
189. 義演
190. 堯円
191. 増孝
192. 尊性
193. 寛海
194. 寛済
195. 信遍
196. 高賢
197. 性演
198. 永愿
199. 有雅
200. 孝源
201. 頼遍
202. 了海
203. 隆証
204. 房演
205. 寛順
206. 道恕
207. 堯観
208. 道恕
209. 了恕
210. 孝宥
211. 隆幸
212. 栄遍
213. 実雅
214. 元雅
215. 寛深
216. 道雅
217. 宥証
218. 尊淳
219. 杲観
220. 寛証
221. 宥証
222. 尊淳
223. 禅証
224. 寛淳
225. 禅証
226. 堯観
227. 高演
228. 禅豪
229. 杲助
230. 亮深
231. 禅忍
232. 深融
233. 良助
234. 淳心
235. 高演
236. 寛恕
237. 増護
238. 冷泉元誉
239. 大宮覚宝
240. 三条西乗禅
241. 別所栄厳
242. 松平実因
243. 楠玉諦
244. 原心猛
245. 高志大了
246. 鼎龍暁
247. 三神快運
248. 長宥匡
249. 高幢龍暢
250. 土宜法龍
251. 鎌田観応
252. 松永昇道
253. 日下義禅
254. 山本忍梁
255. 木村澄覚
256. 鷲尾隆輝(1)
257. 砂原秀遍(2)
258. 飛鷹全隆(3)
259. 橋本尚信(4)

(  )内は、東寺真言宗管長。

## 宗務組織
- 管長（東寺真言宗管長・教王護国寺長者）
- 東寺真言宗宗議会
  - 予算委員会
  - 決算委員会
  - 宗議員（15名）
  - 議長
  - 副議長
- 宗務総長（宗議会の指名）
- 庶務部
- 財務部
- 法会部
- 教学部

（庶務・財務・法会・教学各部に部長・主事・書記を設置）

## 僧階・僧籍
- 1級　　大僧正
- 2級　　権大僧正
- 3級　　中僧正
- 4級　　権中僧正
- 5級　　少僧正
- 6級　　権少僧正
- 7級　　大僧都
- 8級　　権大僧都
- 9級　　中僧都
- 10級　 権中僧都
- 11級　 少僧都
- 12級　 権少僧都
- 13級　 大律師
- 14級　 律師
- 15級 　権律師

## 年中行事
- 初詣（1月1日～3日）教王護国寺境内にある五重塔の初層を公開
- 修正会（1月3日）厄除け護符『おふなごう』・『牛王宝印』授与
- 後七日御修法（1月8日から14日）真言宗十八本山会の共同
- 講堂修正会（1月28日）
- 星供（2月3日）
- 涅槃会（2月15日）
- 春季彼岸会（3月18日から）
- 八幡宮春季お火焚き（3月15日） 鎮守八幡宮にて護摩供
- 献米法要（4月第2日曜日）
- 正御影供（4月21日）
- 稲荷還幸祭（5月3日） 教王護国寺慶賀門にて稲荷大明神を接待供養
- 弘法大師降誕会（6月15日）
- 盂蘭盆会（8月13日から15日）
- 萬燈会・盆踊り（8月15日）
- 秋季彼岸会（9月20日から）
- 八幡宮秋季お火焚き（11月15日） 鎮守八幡宮にて護摩供

### 毎日・月並行事
- 生身供（毎日・午前6時から） 御影堂
- 大般若会（毎月1日）
- 布薩会（15日・4月・5月・7月・9月・10月・12月に限る）
- 御逮夜（毎月20日） 御影堂
- 御影供（毎月21日） 御影堂

## 関連組織
- 東寺真言宗青年会
- 東寺真言宗布教師会
- 寺族女性会

## 教育機関
- 東寺伝法学院（教王護国寺内）
- 種智院大学（協同経営）
- 洛南高等学校・附属中学校（協同経営）
- 西京極幼稚園（学校法人東寺学園）

## 施設
- 東寺宝物館（教王護国寺内）
春季（3月20日から5月25日）・秋季（9月20日から11月25日）に開館
- 東寺洛南会館（宿坊）
2022年12月20日閉館[1]

## 教義
古義真言宗の教義に準じる。